# 정선 (고려)
정선(鄭僐, 1251년 ~ 1325년)은 고려의 문신이다. 본관은 초계(草溪), 초명(初名)은 정현좌(鄭賢佐), 자는 거비(去非), 호는 상헌(常軒)이며, 합문지후 정신(鄭愼)의 아들이다. 첨의평리(僉議評理)로 치사(致仕)하였다.

## 생애
고려 고종 38년(1251년) 합문지후 정신(鄭愼)의 아들로 태어났다.
원종 4년(1273년) 문과 장원급제하고 전주사록, 이부총랑, 병부총랑을 지내고 세 고을의 수령을 수령을 지냈는데 모두 치적이 우수하였다. 충렬왕 때 우산기상시를 거쳐 첨의평리로 치사하였다.

## 신증동국여지승람
- 전라도 전주부 : 【명환】정선(鄭僐) 원종(元宗) 말에 사록[3]이 되었다
- 경상도(慶尙道) 초계군(草溪郡) : 【명환】정선(鄭僐) 배걸의 7세 손이다. 과거에 장원으로 뽑혔고 세 고을 수령을 지냈는데 그때마다 정사 잘했다는 명성이 있었다. 벼슬이 첨의평리에 이르렀다.

## 고려사열전
정선(鄭僐)은 자가 거비(去非)로 처음 이름은 정현좌(鄭賢佐)였다. 초계(草溪 : 지금의 경상남도 합천군 쌍책면 성산리) 사람으로 홍문공(弘文公) 정배걸(鄭倍傑)의 7세손이다. 원종(元宗) 말 과거에 장원급제해 전주사록(全州司錄)으로 임명되었다. 충렬왕(忠烈王) 때 거듭 승진해 이부(吏部)·병부(兵部)의 총랑(摠郞)이 되었고 세 주(州)의 수령을 지내면서 모두 빼어난 공적을 남겼다. 뒤에 우상시(右常侍)로 내지(內旨)를 관장할 때에 왕은 정선의 곧은 성품을 높이 평가해 재초도감(齋醮都監)을 관장하도록 했다. 충선왕(忠宣王) 때 첨의평리(僉議評理)로 관직에서 물러났다. 천박하고 화려한 것을 물리치고 날마다 불교 경전을 두루 보며 계율을 지키는 것으로 일을 삼다가 일흔 다섯 살에 죽었다. 아들은 정광조(鄭光祖)·정광서(鄭光緖)·정광도(鄭光度)이다. 정광조의 아들은 정연(鄭珚)은 자가 맹순(孟淳)이며 관직이 판개성(判開城)에 이르렀고 팔천군(八川君)으로 봉해졌다. 음률(音律)에 정통하였고 예에 밝다고 널리 알려져 후진들이 다들 그의 문하에서 배웠다. 시호는 양헌(良獻)이다.

## 고려사절요
- 1273년(원종 14년) 겨울 10월에 정현좌(鄭賢佐) 등 29명과 명경(明經) 1명에게 급제를 주었다.[5]
- 1302년(충렬왕 4년) 조간(趙簡)ㆍ정선(鄭僐)ㆍ방우선(方于宣)ㆍ설초(薛超) 등에게 명하여 국학박사(國學博士)를 시험하여 육경(六經)에 능통한 자에게 관질을 올려 주게 하였는데 이는 김원상(金元祥)의 건의를 따른 것이다. 그러나 시험에 응한 자가 겨우 한두 가지 경(經)에 통할 뿐이었기 때문에 모두 서용되지 못하였다.[6]
- 고려사절요(충렬왕 5년-1303년) : 과거에 오기(吳祁)가 참소와 아첨으로 왕의 사랑을 받아 왕의 부자간을 이간하고 충성스럽고 선량한 자를 모함하였으므로 사람들이 모두 이를 갈았으나 화가 두려워 말하는 자가 없었다. 전 호군 원충갑(元冲甲) 등 50명이 사신에게 고발 하고자 하여 먼저 왕에게 얘기했더니 왕이 이를 말렸다. 나간 뒤에 왕이 또 호군 조적(曹頔)을 시켜 타일렀으나 충갑 등은 듣지 않았다. 드디어 글로 첩목아불화 등에게 고하기를 “대덕 5년 4월에 황제께서 탑찰아(塔察兒)와 왕태형(王泰亨)을 보내시어 왕에게 유시하기를 ‘상주고 벌주는 것과 주고 빼앗는 권한이 모두 왕으로부터 나오게 할 것이니 사체에 불편한 것이 있거나 백성의 실정에 맞지 않는 일이 있거든 잘 생각하여 처리하라’ 하셨고 또 신료들에게 경계하시기를 ‘마음을 다하여 바르게 봉행하여 각기 자기들의 직분을 닦을 것이니 감히 과거의 잘못을 되풀이하여 불법한 짓을 함부로 행하는 일이 있다면 왕은 비록 너희를 용서해줄지라도 짐은 반드시 용서하지 않을 것이다’ 하셨습니다. 신료들은 황제의 명령을 공손히 받들고 밤낮으로 경계하며 근신하여도 오히려 그대로 따르지 못할까 두려워하던 바입니다. 이제 오기(吳祁)란 신하는 사실상 큰 악인입니다. 재능도 없고 공로도 없으면서 다만 간사하고 아첨하는 것으로 출세하였는데 과거에 전왕에게 죄를 짓고 후환을 면하기 위하여 밤낮으로 모략과 중상을 일삼아 우리 왕 부자간을 이간하였습니다. 그러고는 스스로 큰 공을 세웠다고 생각하여 권력을 잡고 마음대로 농락하며 여러 형제를 끌어 들여 모두 기밀의 직책에 참여하게 하여 수년 사이에 모두 장군과 재상의 지위에 이르렀습니다. 모든 본국의 신료에 대하여 높고 낮음을 막론하고 조금이라도 혐의나 감정이 있으면 곧 죄에 빠뜨려 허물없이 파면되고 추방된 자가 전국에 가득하며 각 도의 안렴사와 수령까지도 자기 한 사람이 좋아하고 미워하는 데에 따라서 들이고 물리치며 주고 뺏고 하니 이는 황제의 명령을 배반하고 저버린 것이어서 죽어도 그 죄를 다 씻을 수 없습니다. 이제 황제의 유지가 있는데도 또한 의심하거나 두려워하지 아니하고 저지하기를 꾀하고 있으니 상국의 사신이 돌아간 뒤에는 필시 딴 짓을 꾸밀 것입니다. 삼가 바라건대 널리 국인에게 물어보셔서 어지러운 사태가 벌어지기 전에 견제해 주소서” 하였다. 첩목아불화 등이 그 글을 받고 왕에게 말하기를 충갑이 말한 것에 대해 비록 우리들이 결정을 내릴 것은 아니나 또한 묻지 않을 수 없으니 마땅히 충갑과 오기를 데리고 서울에 가서 대질하겠습니다”하였다. 윤만비(尹萬庇)ㆍ정선(鄭僐)ㆍ김희(金禧)ㆍ윤해(尹諧)ㆍ오영구(吳永丘)ㆍ이주(李舟)ㆍ이설(李偰)ㆍ선종계(宣宗桂)ㆍ고연(高延)ㆍ홍승서(洪承緖) 등이 또 글로 사신에게 고하고, 홍자번(洪子藩)ㆍ김혼(金琿)ㆍ민훤(閔萱)ㆍ민지(閔漬)ㆍ정해(鄭瑎)ㆍ권영(權永)ㆍ김태현(金台鉉)ㆍ고세(高世)ㆍ김문연(金文衍)ㆍ이혼(李混)ㆍ원진(元璡)ㆍ허평(許評)ㆍ신형(申珩)ㆍ김연수(金延壽)ㆍ조문간(趙文簡)ㆍ김원상(金元祥)ㆍ박광정(朴光廷)ㆍ윤길손(尹吉孫)ㆍ오현량(吳玄良)ㆍ김유지(金由祉) 등도 또한 오기의 죄악을 말하였다. 홍자번이 또 말하기를 “왕명을 출납하는 데에 안에는 중귀(中貴) 3,4명이 있는데 이를 사(辭)라 이르고 밖에는 근신(近臣) 4명이 있는데 이를 승선(承宣)이라 하니 이들이 아니면 비록 재상일지라도 감히 참여하지 못합니다. 그런데 오기는 이제 이미 정승에 제수되었으면서도 오히려 왕궁에 출입하여 승선과 다름이 없고 그가 건의하거나 보고하는 것이 모두 부정한 계책들입니다" 하니 사신이 아무 말이 없었다.